# Together When...
Singles de Ayumi Hamasaki
Talkin' 2 Myself
(2007) Mirrorcle World
(2008)
Together When... est le 1er single digital de Ayumi Hamasaki, sorti uniquement en téléchargement fin 2007, entre ses 42e et 43e singles physiques.

## Présentation
Le single est mis à disposition en téléchargement le 5 décembre 2007 au Japon par le label Avex Trax, sous différents formats digitaux. Il atteint les 800 000 téléchargements payants, et se classe 1er sur les sites de téléchargement légaux Reccochoku, iTunes Japan Top Songs, Oricon Mobile Full-Song, Mu-mo Song Download Chart et Dwango Polyphonic Ringtones. Bien que single virtuel sans sortie en CD, il bénéficie cependant de la même promotion que les singles habituels de la chanteuse, avec production d'un clip-vidéo et d'une version instrumentale, promotion dans les médias, et utilisation comme thème musical pour une campagne publicitaire, pour le site web music.jp. La chanson figurera sur l'album Guilty qui sort un mois plus tard, puis sur la compilation A Complete: All Singles de 2008 ; elle sera également remixée sur l'album Ayu-mi-x 6 Silver la même année.

## Liste des titres
Toutes les paroles sont écrites par Ayumi Hamasaki, toute la musique est composée par Kunio Tago, arrangée par CMJK.
| 1. | Together When... "Original mix"                | 5:11 |
| 2. | Together When... "Original mix" (Instrumental) | 5:11 |

## Interprétations à la télévision
- Domoto Kyoudai (2 décembre 2007)
- Music Japan (3 décembre 2007)
- Hey! Hey! Hey! Music Champ (3 décembre 2007)
- FNS Yearly Music Special (5 décembre 2007)
- Music Station (7 décembre 2007)
- Music Station Super Live (21 décembre 2007)
- HAPPY Xmas SHOW! (23 décembre 2007)
- 58th Kouhaku Uta Gassen (31 décembre 2007)